# Björntjärnen (Söderala socken, Hälsingland)
Björntjärnen är en sjö i Söderhamns kommun i Hälsingland och ingår i Norralaån-Ljusnans kustområde. Sjön har en area på 0,0888 kvadratkilometer och ligger 40 meter över havet.

## Delavrinningsområde
Björntjärnen ingår i det delavrinningsområde (679408-156976) som SMHI kallar för Mynnar i havet. Medelhöjden är 25 meter över havet och ytan är 12,15 kvadratkilometer. Det finns inga avrinningsområden uppströms utan avrinningsområdet är högsta punkten. Avrinningsområdets utflöde mynnar i havet. Avrinningsområdet består mestadels av skog (66 procent) och öppen mark (15 procent). Avrinningsområdet har 0,09 kvadratkilometer vattenytor vilket ger det en sjöprocent på 0,7 procent. Bebyggelsen i området täcker en yta av 1,46 kvadratkilometer eller 12 procent av avrinningsområdet.